# Alle sorgenti del fiume
Alle sorgenti del fiume (The Fabulous Riverboat, 1971) è il secondo romanzo del ciclo del Mondo del Fiume dello scrittore di fantascienza statunitense Philip José Farmer.

## Trama
L'azione si svolge circa vent'anni dopo quella del primo romanzo del ciclo.
Lo scrittore ed umorista americano Samuel "Sam" Clemens, meglio conosciuto come Mark Twain viaggia lungo il fiume insieme ad un capo vichingo, violento e irascibile, di nome Erik Bloodaxe ed ai suoi seguaci su tre drakkar alla ricerca di un giacimento di ferro per poter coronare il suo sogno: quello di poter costruire una gigantesca nave d'acciaio con la quale navigare fino alle sorgenti dello sterminato fiume, là dove si dice che si trovino gli Etici, gli esseri che hanno creato il Mondo del Fiume.
Clemens è accompagnato nella sua ricerca da un gigantesco ominide preistorico che egli ha chiamato Joe Miller. 
Miller, pur essendo molto cordiale e pur parlando con una pronuncia blesa, è un guerriero temibile a causa delle sue dimensioni e protegge lealmente Clemens dall'equipaggio di Bloodaxe. 
Clemens è anche motivato nella sua ricerca dal suo desiderio di ricongiungersi con la sua moglie dei tempi della vita sulla Terra, Livy.
In incognito nei confronti di tutti gli altri, Clemens era stato contattato da un misterioso essere che si era fatto chiamare X. 
X aveva affermato di essere un membro degli Etici, gli esseri che erano responsabili della resurrezione ma che agiva in disaccordo con i loro obiettivi. 
X era consapevole del desiderio di Clemens di costruire un battello in metallo e gli aveva assicurato che il metallo necessario per realizzare questo sogno si sarebbe trovato a monte, per questo motivo 
X riesce ad inviare un meteorite di nichel-ferro a schiantarsi sul mondo del fiume, non lontano da Clemens. 
Clemens ed il suo equipaggio riescono miracolosamente a sopravvivere all'onda di marea che segue allo schianto e che uccide quasi tutti nelle vicinanze. 
Dopo l'onda di marea tutti i sopravvissuti della regione vengono addormentati da una strana nebbia e al risveglio scoprono che la valle è stata perfettamente ripristinata come prima dello schianto. 
Clemens e l'equipaggio si mettono alla ricerca del meteorite. 
Essi sono ben presto raggiunti dall'aviatore tedesco Lothar von Richthofen, asso della prima guerra mondiale e fratello del più famoso Barone Rosso. 
Lothar diventa un alleato fidato di Clemens e un alleato supplementare contro Bloodaxe.
Quando l'equipaggio raggiunge la zona dove il meteorite è caduto, trovano un nuovo gruppo di resuscitati che hanno costituito un regno. 
L'equipaggio di cui fa parte Clemens rapidamente uccide i suoi capi e assume il controllo della regione. 
Cominciano l'estrazione del metallo dal meteorite. Tuttavia, Clemens non si fida di Bloodaxe e durante una lotta uccide lui e il suo vice con l'aiuto determinante di Joe Miller.
Grazie ai metalli estratti dal suolo il livello tecnologico della zona inizia a salire, compresa la reintroduzione delle armi da fuoco. 
Mentre il meteorite è ricco di nickel e ferro, Clemens ha bisogno di altri materiali per la fabbricazione degli strumenti moderni.
Per ottenere queste risorse deve barattare una gran parte del suo metallo con i regni vicini. 
Molti di questi regni guardano il suo regno con invidia e Clemens è costantemente in guardia per evitare invasioni e la perdita della sua preziosa miniera. 
Tra i regni confinanti uno in particolare è governato da colui che sulla Terra era il re inglese Giovanni Senzaterra. 
Re Giovanni e un altro regno uniscono le loro forze per invadere la terra di Clemens. Tuttavia, Clemens riesce a fare un patto con il re Giovanni per unire le loro forze così che Giovanni tradisce il suo ex-alleato e costituisce la nuova nazione di Parolando ("Terra dei pari" in esperanto la lingua del commercio sul Mondo del Fiume)  con Clemens.
Clemens riceve un duro colpo quando sua moglie Livy compare in compagnia di Cyrano de Bergerac di cui è diventata l'amante. 
Il francese, noto come uno dei migliori spadaccini del mondo, aveva sentito parlare di un regno con il metallo ed era diventato ossessionato dall'idea di raggiungerlo per ottenere una spada di metallo. Nonostante il suo disagio per la situazione, Clemens diviene amico di Cyrano e il francese entra a far parte della cerchia ristretta degli uomini fidati di Clemens.
I problemi diplomatici e di vicinato proseguono per Parolando, in particolare con la vicina "Soul City", un regno fondato da un nazionalista nero molto radicale nelle sue idee.
Dopo aver richiesto dei pagamenti in metallo e materiali sempre più alti in cambio delle sue risorse, Soul City attacca infine Parolando, quasi conquistando la nazione fino a che gli agenti di Giovanni Senza Terra fanno esplodere con la dinamite una diga che spazza via i nemici invasori nel fiume.
Nonostante questi ed altri contrattempi tra cui i rapporti sempre più tesi con il suo socio Giovanni, Clemens riesce a costruire il suo battello, spinto da due gigantesche ruote a pale azionate da motori elettrici al quale dà il nome Riservato (Not For Hire, non per noleggio, in inglese). 
Tuttavia, il giorno del suo varo, il re Giovanni tradisce Clemens e gli ruba la nave. Mentre la barca se ne va via lasciandolo a terra, Clemens giura di costruire una barca ancora più grande e migliore e di vendicarsi di re Giovanni.

## Edizioni
- Philip José Farmer, The Fabulous Riverboat, Putnam Publishing Group, 1971.